# Tvilum A/S
Tvilum A/S 2018 (Tvilum-Scanbirk) er en dansk møbelproducent med hovedkvarter i Fårvang. Virksomheden producerer møbler til hjemmets fleste rum, hvilket inkluderer entre, stue, kontor og soveværelse. Sortimentet omfatter reoler, skabe, kommoder og borde. Årligt fremstiller de 5 mio. møbler på fabrikker i Danmark og på en fabrik i Polen. I 2023 havde de 628 ansatte og omsatte for ca. 1,3 mia. kroner.
Tvilum A/S 2018 blev etableret i 2018 efter en rekonstruktion af aktiverne i det konkursramte Tvilum-Scanbirk. Den ejes af familien Christensen. Før dette var en historie, hvor Tvilum Møbelfabrik blev grundlagt i 1965 af Egon og Lissi Kristiansen i den gamle skole i Tvilum. Scanbirk Møbelfabrik blev grundlagt i 1975 af Villy og Jane Jensen i Østbirk. I 1997 fusionerede Tvilum og Scanbirk.